# Яньбяньская библиотека
Библиотека Яньбянь-Корейского автономного округа (кит. упр. 延边朝鲜族自治州图书馆, кор. 연변조선족자치주 도서관) — библиотека, расположенная в городском уезде Яньцзи Яньбянь-Корейского автономного округа провинции Гирин, Китай . С собранием более 80 тысяч книг на корейском языке, это крупнейший и единственный центр сбора корейской литературы в Китае.

## История
Яньбяньская библиотека была построена в феврале 1949 года.

6 января 1955 года Яньбянь-Корейский автономный район был преобразован в Яньбянь-Корейский автономный округ, и народное правительство провинции Гирин официально назвало библиотеку «Библиотекой Яньбянь-Корейского автономного округа». Чтобы решить проблему насыщения здания, в 2012 году библиотеку перенесли в западную часть Яньцзи .
- Библиотека Яньбянь-Корейского автономного округа
- Корейские стихи, показанные в библиотеке Яньбянь-Корейского автономного округа
- Китайский общий читальный зал

## Примечание
1. ↑  Han Jidao (2 сентября 2012). 延边图书馆新馆落成典礼举行 (кит.). 国际在线. Архивировано 17 мая 2018. Дата обращения: 18 июня 2018.